# Bouphonies
Les Bouphonies (Βουφόνια) étaient une cérémonie de la Grèce antique. Elles étaient connues à l’époque d'Aristophane (Ve siècle av. J.-C.) et se déroulaient encore à celle de Pausanias (IIe siècle). Les Bouphonies étaient une partie des fêtes dipoliennes athéniennes et se tenaient le 14 du mois de scirophorion (été).
La principale source d'information sur les Bouphonies est un ouvrage du philosophe grec Théophraste (IVe siècle av. J.-C.). Cet ouvrage est perdu mais nous en connaissons de nombreux extraits grâce à Porphyre.
 Dans la version de Théophraste/Porphyre, il est parfois difficile de différencier entre ce qui pourrait être la forme primitive du rite et les usages en vigueur à l'époque de Théophraste. Les informations apportées par Pausanias divergent en certains points de celles de Th./P., ce qui pourrait indiquer une évolution du rite au fil des siècles.

## Le mythe
Pausanias nous dit qu'à l’époque d'Érechthée, un bœuf fut tué sur l'autel de Zeus Polieus ; le meurtrier partit en exil en abandonnant sa hache sur place, ladite hache fut mise en accusation puis acquittée au cours d'un procès. Les Bouphonies reproduisirent ce procès par la suite.
Quant à Porphyre, son texte comporte deux versions pour l'origine du rite. Selon l'une, lors d’une fête dipolienne un bœuf mangea une sorte de gâteau sacré. Diomos, un prêtre de Zeus, aidé d'autres personnes présentes, tua puis égorgea le bœuf. 
Selon l’autre version, le premier bœuf fut tué, non pas par un prêtre mais par un individu de rang inférieur du nom de Sopatros. Celui-ci avait préparé des offrandes pour les offrir aux dieux qu'un bœuf laboureur dévora et piétina en revenant des champs. En colère, Sopatros saisit une hache que l'on était en train d’aiguiser et frappa l'animal. Le bœuf mort et enterré, Sopatros prit conscience de son acte et se considérant comme impie s'exila. Par la suite une sécheresse frappa l'Attique et un oracle déclara que Sopatros mettrait un terme à cette situation, qu'il fallait remettre sur pied le mort après l'avoir tué et mangé et que le meurtrier devait être puni. Sopatros demanda alors à être admis citoyen et se proposa pour tuer le bœuf lors du sacrifice qu'organisait la cité, à condition que les autres citoyens y participent. 
Le sacrifice se déroula comme suit : des jeunes filles étaient d'abord désignées et apportaient de l'eau pour affûter une hache et un couteau puis quelqu’un donna la hache à celui qui frappa le bœuf et qu'un autre égorgea (pour le vider de son sang). Le bœuf mort était ensuite préparé et consommé par tout le monde lors d'un banquet. On « reconstituait » ensuite l'animal avec sa peau et de la paille, le bœuf « ressuscité » était alors mis sous le joug pour le « remettre » au travail. Un procès fut ensuite organisé où tous les protagonistes furent accusés à tour de rôle et se dédouanèrent en désignant un plus coupable qu'eux ; les porteuses d’eau accusèrent l'aiguiseur qui accusa celui qui se saisit de la hache et ainsi de suite jusqu’à ce que l'égorgeur dénonçât le couteau qui lui avait servi. Le couteau, sans réponse, endossa la responsabilité du crime et fut jeté à la mer.

## Le rituel
Selon Théophraste, rapporté par Porphyre de Tyr, depuis cette époque le sacrifice du bœuf des fêtes dipoliennes se déroulaient en rappelant cet évènement. Des gâteaux étaient déposés sur l'autel de Zeus et l'on faisait tourner des bœufs autour. Quand un des bœufs s'approchait de l'autel et dévorait les offrandes, il était immédiatement abattu et égorgé et enfin dépecé pour être mangé lors d'un banquet. Trois familles sacerdotales étaient chargées des différentes étapes du rite : les boutypoï (βουτύποι/les frappeurs de bœufs) qui descendraient de Sopatros ; les centriades (κεντριάδαι/les meneurs de bœufs) qui descendraient de celui qui a conduit les bœufs autour de l'autel ; les daitroï qui descendraient de celui qui a égorgé le bœuf. Le rite, rapporté par Pausanias, apparaît plus modeste et semble mettre l'accent sur la « faute » ce qui ne semble pas le cas selon Théophraste, dans le texte rapporté par Porphyre de Tyr. Le bœuf sacrifié était préalablement choisi et on le faisait manger de l'orge et du blé déposés sur l'autel. Le bœuf était exécuté par un prêtre (le bouphonos/βουφόνος) qui devait s'exiler et sa hache était jugée au Prytanée. 
Dans le rite des Bouphonies se trouve l'expression d’un sentiment de culpabilité des Grecs par rapport aux sacrifices d'animaux lors de leurs rites ; la traduction d’une répulsion grandissante face à un acte barbare considéré comme archaïque et/ou le « gaspillage » de forces vives nécessaires aux travaux des champs.

## Sources
- Aristophane, Nuées (985)
- Élien, Histoires variées [lire en ligne] (V, 14) ; (VIII, 3)
- Pausanias, Description de la Grèce [détail des éditions] [lire en ligne] (I, 24,4) ; (I, 28,10)
- Porphyre, De l’Abstinence (II, 10,2) ; (II, 29-30)
- (en + grc) Souda (lire en ligne) (beta, 474,475)